# Halloween (film din 1978)
Halloween este un film horror independent american situat în orașul ficțional Haddonfield, Illinois. Scenariul original era intitulat The Babysitter Murders. John Carpenter a regizat filmul, care îi are în rolurile principale pe Donald Pleasence în rolul lui Doctorului Sam Loomis, Jamie Lee Curtis în rolul lui Laurie Strode și Nick Castle, iar Tony Moran și Tommy Lee Wallace în rolul lui Michael Myers. Acțiunea filmului se învârte în jurul evadării lui Myers de la un spital de boli psihice, care apoi ucide câțiva adolescenți, și a încercărilor Doctorului Loomis de a-l găsi și opri. Halloween este considerat ca fiind un film horror clasic, precum și unul din cele mai influente ale genului. În 2006, Biblioteca Congresului a introdus filmul în National Film Registry, numindu-l un film „important din punct de vedere istoric, cultural sau estetic.”
Halloween a avut un buget de 325.000$, strângând peste 47 milioane $ la box office-ul american, echivalentul a 150 milioane de dolari în 2008, devenind unul din cele mai profitabile filme independente făcut vreodată. Mulți critici consideră filmul ca fiind primul dintr-o listă lungă de filme slasher inspirate de filmul lui Alfred Hitchcock, Psycho (1960).
Filmul a inclus multe dintre clișeele din filmele horror cu buget redus ale anilor '80 și '90.

## Povestea
În 1963 Michael Myers, în vârstă de șase ani, își ucide sora mai mare, Judith, într-o noapte de Halloween. Timp de 15 ani a stat într-un spital de boli mintale, sub supravegherea psihiatrului său, Loomis.Michael. Apoi evadează și vrea să ucidă noi adolescenți, precum Laurie Strode și prietenii ei. Cu 3 ani mai târziu apare Halloween 2, o continuare a primului film. In acest film, Laurie Strode se află la spital datorită rănilor provocate, luptându-se cu Michael. Michael supraviețuiește impuscăturilor de la finalul primului film. El află ca Laurie este la spital, ucide câțiva doctori si asitente, apoi când voia să o ucidă pe Laurie, este împușcat de doctorul Loomis, iar Laurie este salvată. Spitalul a explodat, iar Laurie şi doctorul Loomis au reuşit să iasă, dar Michael a ars de viu în spital, stând în comă timp de 10 ani.

## Adaptări
Filmul a fost adaptat într-un roman și un  joc video. Romanul, scris de Curtis Richards, a fost publicat de Bantam Books în 1979 și retipărit în 1982.
În 1983, Halloween a fost adaptat într-un joc video pentru consola Atari 2600 de către Wizard Video.

## Distribuție
- Donald Pleasence - Dr. Sam Loomis
- Jamie Lee Curtis - Laurie Strode
- Nick Castle - Michael Myers / The Shape
  - Tony Moran - Michael Myers (fără mască)
  - Will Sandin - Michael Myers (la 6 ani)
- P.J. Soles - Lynda Van Der Klok
- Nancy Kyes - Annie Brackett
- Charles Cyphers - Șerif Leigh Brackett
- Kyle Richards - Lindsey Wallace
- Brian Andrews - Tommy Doyle
- John Michael Graham - Bob Simms
- Nancy Stephens - Marion Chambers
- Arthur Malet - Angus Taylor
- Mickey Yablans - Richie Castle
- Brent Le Page - Lonnie Elam
- Adam Hollander - Keith
- Sandy Johnson - Judith Margaret Myers
- David Kyle - Danny Hodges
- Peter Griffith - Morgan Strode
- Robert Phalen - Dr. Terence Wynn

## Continuări
Imensul succes al filmului a determinat o serie de continuări, în care se dezvăluie ca Michael Myers (antagonistul) era blestemat de un cult să fie nemuritor și să ucidă.
Continuările sunt:
- Halloween II
- Season of the Witch
- The Return of Michael Myers
- The Revenge of Michael Myers
- The Curse of Michael Myers
- Halloween H20: 20 Years Later
- Halloween: Resurrection (2002)
- Halloween (2007) (remake)

## Primire
Filmul a primit "Licorne d'or (Unicornul de Aur)" la Festival international du film fantastique et de science-fiction de Paris.
Filmul a fost clasificat pe locul 14 în topul 100 Scariest Movie Moments realizat de Bravo.